# Синие камни (Болгария)
Синие камни (болг. Сините камъни) — природный парк, расположенный к северу от болгарского города Сливен.

## Расположение
Парк расположен на юго-восточных склонах гор Стара-Планина и со всех сторон, кроме южной, обрамлён лесными массивами; к югу находится районный центр Сливен.

## Статус
Парк «Синие камни» был основан 28 ноября 1980 года с целью защиты уникальных экосистем региона и развития экотуризма. Первоначальная площадь парка составляла 6107,8 га. В дальнейшем его территория дважды расширялась (в 1982 и 2002 годах) и в настоящее время занимает площадь 11 380,3 га.